# Episodi di American Horror Stories (seconda stagione)
La seconda stagione della serie televisiva American Horror Stories, composta da otto episodi, è stata distribuita negli Stati Uniti d'America sul servizio di streaming on demand Hulu dal 21 luglio all'8 settembre 2022.
In Italia, la stagione è pubblicata settimanalmente dal 19 ottobre 2022 su Disney+.
| nº | Titolo originale | Titolo italiano       | Pubblicazione USA | Pubblicazione Italia |
| -- | ---------------- | --------------------- | ----------------- | -------------------- |
| 1  | Dollhouse        | La casa delle bambole | 21 luglio 2022    | 19 ottobre 2022      |
| 2  | Aura             | Aura                  | 28 luglio 2022    | 26 ottobre 2022      |
| 3  | Drive            | Guida                 | 4 agosto 2022     | 2 novembre 2022      |
| 4  | Milkmaids        | Mungitrici            | 11 agosto 2022    | 9 novembre 2022      |
| 5  | Bloody Mary      | Bloody Mary           | 18 agosto 2022    | 16 novembre 2022     |
| 6  | Facelift         | Un nuovo volto        | 25 agosto 2022    | 23 novembre 2022     |
| 7  | Necro            | Necrofilia            | 1º settembre 2022 | 30 novembre 2022     |
| 8  | Lake             | Il lago maledetto     | 8 settembre 2022  | 7 dicembre 2022      |

## La casa delle bambole
- Titolo originale: Dollhouse
- Diretto da: Loni Peristere
- Scritto da: Manny Coto

### Trama
Il folle produttore di bambole Van Wirt rapisce Coby, che si era presentata alla sua fabbrica per cercare lavoro come segretaria, per portarla alla sua collezione personale di bambole nella sua proprietà. Si unisce a molte altre donne rapite: Aurelia, Harlene, Faye e Bonnie. Le ragazze raccontano a Coby che dopo aver ucciso la moglie adultera, Van Wirt vuole una madre sostitutiva per suo figlio Otis e ha deciso che le donne dovrebbero competere per l'onore in uno "spettacolo", che non consiste in altro che delle prove da superare. Otis si affeziona a Coby, che lo intrattiene con i suoi poteri di telecinesi. Durante lo spettacolo, Faye e Bonnie falliscono i test di Van Wirt e vengono uccise. Le restanti donne complottano per scappare. Coby si rifiuta di partire senza tornare da Otis ma viene catturata e l'assistente di Van Wirt Eustace uccide Harlene e Aurelia. Dal momento che Coby ha rischiato la vita per salvare Otis, Van Wirt la dichiara vincitrice e, attraverso una macchina, la trasforma in una "bambola" vivente con il volto in plastica. Tuttavia, due streghe arrivano e identificano Coby come una di loro. La salvano e danno fuoco alla casa, uccidendo Van Wirt ed Eustace. Coby e Otis si uniscono alle streghe all'Accademia di Miss Robichaux. Otis, che ora si fa chiamare Spalding per la propria sicurezza, incontra una bambina di nome Myrtle Snow.
- Cast: Denis O'Hare (Mr. Van Wirt), Kristine Froseth (Coby Rae Dellum), Houston Jax Towe (Otis Spalding Van Wirt), Abby Corrigan (Aurelia), Simone Recasner (Harlene), Maryssa Menendez (Faye), Emily Morales-Cabrera (Bonnie), Matt Lasky (Eustace), Caitlin Dulany (Anna-Leigh Leighton).

## Aura
- Titolo originale: Aura
- Diretto da: Max Winkler
- Scritto da: Manny Coto

### Trama
Dopo essersi trasferita nella sua nuova casa, Jaslyn compra Aura, un dispositivo di sicurezza intelligente. La videocamera di Aura mostra alla ragazza un uomo fuori dalla sua porta che la chiama e cerca di entrare. Una volta chiamata la polizia e consultata la registrazione della videocamera del vicino, sembra che l'uomo non sia mai apparso alla porta. Bryce, il marito di Jaslyn, crede che si tratti di uno scherzo da parte di un hacker, ma dopo averci pensato su Jaslyn ricorda dove aveva visto l'uomo: era uno dei bidelli del suo liceo, il signor Hendricks. Un giorno, a casa da sola, Jaslyn si fa coraggio e apre la porta all'uomo che si scusa con lei per averla molestata quando frequentava la scuola. Una volta poste le sue scuse, l'uomo svanisce come un fantasma. Dopodiché, compare una donna alla porta di casa e Bryce insiste di nuovo che si tratti di uno scherzo e getta Aura. Nel frattempo, Jaslyn scopre che il dispositivo riesce a intercettare gli spiriti dei morti e che la donna, Mary Jeane Burkett, era deceduta a seguito di un incidente. Quando la donna si ripresenta alla porta, Jaslyn la fa entrare e si scopre la verità: era la fidanzata di Bryce che, rimasta incinta, aveva litigato con Bryce che non voleva diventare padre. Durante la lite per strada, la ragazza viene colpita da un'auto che se ne va e, anziché chiamare i soccorsi, Bryce le spezza il collo. Appresa la verità, Bryce cerca di colpire la moglie, ma viene fermato e ucciso dal fantasma di Mary Jeane. Tre mesi dopo, Jaslyn si trasferisce in un nuovo appartamento dove un altro dispositivo Aura è installato. Il fantasma di Bryce compare e chiede di entrare.
- Cast: Gabourey Sidibe (Jaslyn Taylor), Max Greenfield (Bryce), Joel Swetow (Dayle Hendricks), Lily Rohren (Mary Jeane Burkett), Vince Yap (Hwan), Nancy Linehan Charles (sorella di Dayle).

## Guida
- Titolo originale: Drive
- Diretto da: Yangzom Brauen
- Scritto da: Manny Coto

### Trama
Al termine di una serata in un locale, Marci viene inseguita da uno sconosciuto su una Jeep, la ragazza riesce però a seminarlo. Proprio in quel periodo alcune persone scompaiono dopo aver frequentato dei locali notturni frequentati anche da Marci, ma la ragazza è comunque determinata ad andarci ogni sera. Chaz, suo marito, sente che il loro matrimonio aperto non funziona più e decide che dovrebbero separarsi. Nel frattempo Piper, un’amica di Marci, critica il suo stile di vita. 
Marci rintraccia il proprietario della Jeep, Paul, e in seguito lo segue fino alla sua casa. Paul le dice di averla inseguita per strada solamente per avvertirla che qualcuno era sul sedile posteriore della sua macchina, non per farle del male. Marci, però, gli inietta un sedativo e lo imprigiona. Marci rivela di essere la serial killer che stava uccidendo le persone scomparse dopo essere state nei club. Paul aveva infatti visto una delle vittime della ragazza nel sedile posteriore dell’auto, scambiandola per un killer. Dopo che Marci ha torturato e ucciso Paul, Chaz accetta di dare un'altra possibilità al loro matrimonio e di aiutare Marci con gli omicidi, che crede li avvicineranno. Qualche tempo dopo, Chaz e Marci uccidono Piper insieme.
- Cast: Bella Thorne (Marci), Anthony De La Torre (Chaz), Nico Greetham (Paul), Billie Bodega (Piper), Austin Woods (Wyatt).

## Mungitrici
- Titolo originale: Milkmaids
- Diretto da: Alonso Alvarez-Barreda
- Scritto da: Our Lady J

### Trama
Nella Nuova Inghilterra del XVIII secolo, un villaggio è stato devastato dal vaiolo. Thomas racconta a Walter, il pastore del villaggio, di voci secondo cui il vaiolo può essere curato mangiando i cuori delle vittime recentemente decedute a causa della malattia. Walter lo fa e incoraggia la sua congregazione a seguire l'esempio. La gente del posto evita Celeste, una prostituta, che aveva cercato di avvertirli che Walter è corrotto. Così si rifugia presso una lattaia di nome Delilah e le due iniziano una relazione. Delilah si rende conto che lei e Celeste hanno precedentemente contratto il vaiolo bovino e questo ha dato loro l'immunità al vaiolo. Mentre gli abitanti del villaggio mangiano i cuori direttamente dai cadaveri dei morti, Dalilah li prega di fermarsi e offre loro il latte di una mucca infetta per proteggersi dalla malattia. Walter la denuncia pubblicamente. Attacca Celeste e accoltella Thomas, che rivela che Celeste è la madre di suo figlio Edward. Delilah uccide Walter ma viene lei stessa uccisa da Thomas prima che muoia per le ferite riportate. Edward, che non sa che Celeste è la sua madre biologica, ripete l'affermazione di Walter secondo cui una lattaia è impura; e le taglia il cuore per mangiarlo.
- Cast: Cody Fern (Thomas), Julia Schlaepfer (Celeste), Seth Gabel (Walter), Addison Timlin (Delilah), Ian Sharkey (Edward).

## Bloody Mary
- Titolo originale: Bloody Mary
- Diretto da: SJ Main Muñoz
- Scritto da: Angela L. Harvey

### Trama
Nel Missouri, l’adolescente Lena ospita le amiche Maggie ed Elise e la sorella minore di quest’ultima, Bianca, a casa sua per una sera e racconta loro la leggenda di Bloody Mary. Le quattro decidono di divertirsi evocando il suo spirito davanti a degli specchi, ma con loro orrore la donna si presenta per davvero e, scrutando nelle loro anime, promette loro ciò che desiderano in cambio di qualcosa. 
A Lena viene promesso che se provocherà un incidente alla capo-cheerleader della sua squadra diventerà il nuovo capitano. Il giorno seguente è inizialmente incline a seguire la richiesta, anche perché timorosa di venir accecata e uccisa da Bloody Mary proprio come accadde a delle compagne di scuola di sua madre, ma non riesce a portare a termine il compito e la sera stessa viene trovata morta e priva di occhi nella sua vasca da bagno. 
A Maggie viene detto che pubblicando in rete delle foto intime della nuova fidanzata del suo ex-ragazzo River riavrà indietro la sua relazione con lui. A seguito della morte di Lena decide di seguire l’ordine di Bloody Mary ma Bianca, alla quale è stato detto di accusare un suo professore di stupro in cambio di una borsa di studio per Yale, la persuade a fare la cosa giusta e non pubblicare le foto. Anche Maggie sarà trovata sul suo letto morta e senza occhi nelle orbite proprio da Elise e Bianca.
Elise, abituata a prendersi cura della sorella fin da piccola vista la loro situazione economica difficile e l’assenza della loro madre, promette a Bianca che troverà una soluzione. Investigando sulla leggenda di Bloody Mary Elise risale alla storia di Margaret Worth, una donna che nell’XIX secolo rinchiuse nella propria baita e torturò decine di schiavi (tra cui la futura Bloody Mary) che attraverso la Ferrovia Sotterranea scappavano dagli Stati sudisti. Elise e Bianca raggiungono l’antica baita portando con loro un pugnale africano che secondo la leggenda uccise la Worth e invocano nuovamente Bloody Mary. 
Lì Elise confessa la verità: essendole stato promesso da Bloody Mary che se le avesse consegnato il sangue di tre innocenti avrebbe ricevuto sicurezza economica e indipendenza, ha ucciso Lena e Maggie e ora, seppur disperata all’idea, si appresta a fare lo stesso con Bianca. Dalla colluttazione che ne segue Bianca riesce a difendersi uccidendo Elise e a quel punto Bloody Mary le racconta che fu imprigionata nella sua forma attuale dalla dea Mami Wata, che dopo averla aiutata a punire la Worth e gli schiavisti la punì per essersi macchiata del sangue di un’altra schiava innocente. Pur di terminare il dolore, Bianca mescola il proprio sangue con quello di Lena e Maggie e lo consegna a Bloody Mary che bevendolo viene resa libera. Tuttavia al suo posto negli specchi di tutto il mondo, viene imprigionata proprio Bianca, che diviene la nuova Bloody Mary.
- Cast: Dominique Jackson (Bloody Mary), Quvenzhané Wallis (Bianca), Raven Scott (Elise), Kyla Drew (Maggie), Kyanna Simone (Lena), Shane Callahan (storico), Ryan D. Madison (Anna), Tiffany Yvonne Cox (professoressa Brooks).

## Un nuovo volto
- Titolo originale: Facelift
- Titolo iniziale proposto da Disney+: Lifting facciale
- Diretto da: Marcus Stokes
- Scritto da: Manny Coto

### Trama
Virginia Mellon, una donna di mezza età, desidera sembrare più giovane. Una sua conoscente, Cassie, la manda dalla dottoressa Enid Perle che esegue interventi anti-età. Durante il recupero post intervento, Virginia soffre un dolore lancinante ed è tormentata da visioni di demoni. La figliastra Fay, che vede Virginia come la sua vera madre, tenta di dissuaderla invano. Virginia viene trasferita nella loggia privata di Perle, dove si tiene una festa, affinché concluda la guarigione. Fay è diventata sospettosa di Perle e segue Virginia alla loggia, ma viene catturata e sedata dalla sicurezza. Le bende di Virginia vengono rimosse e vede che Perle le ha trasformato il viso in un maiale. Si scopre che Perle e il suo staff sono una setta che adora la bellezza e Virginia sarà il loro sacrificio rituale annuale alla divinità Étaín. Virginia viene rilasciata nel parco della loggia e tenta di scappare, ma viene braccata e uccisa dai membri della setta, inclusa Cassie. Perle dice a Fay che sua madre biologica era una delle seguaci di Étaín. Più tardi, una Fay più sicura di sé torna all'università con il caratteristico tatuaggio a farfalla della setta. Riconosce un giovane come un altro membro della setta, dopo aver riconosciuto il tatuaggio. I due si uniscono.
- Cast: Judith Light (Virginia), Rebecca Dayan (dottoressa Perle), Britt Lower (Fay), Todd Waring (Bernie), Cornelia Guest (Cassie).

## Necrofilia
- Titolo originale: Necro
- Titolo iniziale proposto da Disney+: Necro
- Diretto da: Logan Kibens
- Scritto da: Crystal Liu

### Trama
Nel 2022, Sam è un'imbalsamatrice in California che ha problemi a entrare in contatto con qualcuno a causa del fatto che sua madre è stata uccisa quando era solo una bambina nel 1998. Mentre lavora, incontra Charlie, che lavora anche lui all'obitorio come un nuovo tecnico. I due formano un legame condividendo le loro convinzioni sui morti. Dopo aver condiviso il suo trauma personale, Charlie cerca di convincere Sam ad aprirsi sul suo. Per spingerla a fare ciò, Charlie finge di essere un cadavere dell'obitorio e Sam, distrutta dal dolore, fa sesso con lui: quando il piano è smascherato, Sam rivaluta la sua vita. Tuttavia, le prove video delle sue azioni la seguono ovunque e portano a uno scontro tra Sam e Charlie in un cimitero dove riconoscono di essere gli unici a capirsi. Sam poi spara a Charlie e si unisce a lui in una fossa appena scavata, nel mentre si baciano e vengono seppelliti dalla terra.
- Cast: Madison Iseman (Sam), Cameron Cowperthwaite (Charlie), Spencer Neville (Jesse), Jeff Doucette (Henderson), Sara Silva (amica di Sam), Jessika Van (amica di Sam), Chelsea M. Davis (amica di Sam).

## Il lago maledetto
- Titolo originale: Lake
- Titolo iniziale proposto da Disney+: Lago
- Diretto da: Tessa Blake
- Scritto da: Manny Coto

### Trama
Jake e sua sorella Finn esplorano il fondo del lago Prescott, sulla cui costa il loro padre, Jeffrey, possiede una casa. Jake trova dei cimeli sul fondo risalenti a quando il luogo era una cittadina di nome Reedsville, poi sommersa quando il lago venne creato artificialmente costruendo una diga. Mentre è sul fondo tuttavia Jake viene afferrato da una mano apparsa fra i relitti e sparisce davanti agli occhi di Finn. Quattro mesi dopo Erin, la madre di Jake e Finn, inizia ad avere visioni del figlio deceduto che la implora di trovare il suo corpo, che i sommozzatori non sono riusciti a localizzare. Aiutata da Finn, Erin si immerge nel lago e non solo trova il corpo del figlio, ma anche quattro cadaveri incatenati ad un blocco di cemento. Erin strappa dal collo di uno dei corpi una collana su cui è inciso il nome della famiglia Boone. Dopo aver parlato con l’ultima discendente dei Boone rimasta, Erin e Finn scoprono che colui che fece costruire la diga era un uomo d’affari, Wrade Prescott, antenato di Jeffrey. Prescott mandò avanti i suoi affari a discapito degli abitanti di Reedsville, alcuni dei quali, come i Boone, tentarono di opporsi alla costruzione della diga, finendo solo per morire nel lago appena formatosi. Erin comprende che la morte di Jake e l’apparizione dei cadaveri dei Boone erano solo un tentativo del lago di attirare Jeffrey presso il luogo per vendicarsi della famiglia Prescott: infatti, non appena l’uomo torna per cercare Erin e Finn, i cadaveri delle persone morte nel lago emergono dalle acque e affogano Jeffrey, mentre la moglie e la figlia assistono impotenti. Erin afferma che quando il lago sarà finalmente prosciugato per la siccità tutti conosceranno la verità su Prescott. 
- Cast: Alicia Silverstone (Erin), Olivia Rouyre (Finn), Teddy Sears (Jeffrey), Bobby Hogan (Jake), Heather Wynters (Millie Boone), Jarrod Crawford (sceriffo Maldack).